# 不時輕聲地以俄語遮羞的鄰座艾莉同學
《不時輕聲地以俄語遮羞的鄰座艾莉同學》是燦燦SUN所著的日本輕小說，由momoco擔任插畫。原本是2020年5月刊載於成為小說家吧上的兩篇短篇小說，2021年2月起經角川Sneaker文庫發行長篇實體書，男女主角和故事本身都跟網絡短篇不同。簡稱「遮羞艾莉」。
配合第2卷發售，在宣傳上標榜為首位從輕小說推出的虛擬YouTuber。2021年7月29日於「KADOKAWAanime」YouTube頻道初次播出節目，該節目的片尾曲為由俄籍聲優Jenya演唱的俄文版《晴天愉快》。第3卷發行時，公開了由立木文彥旁白和上坂堇配音的兩條宣傳片。
改編漫畫由手名町紗帆作畫，於2022年10月29日起於講談社「Magazine Pocket」開始連載。改編電視動畫由動畫工房製作，原定於2024年4月播出，後延期至同年7月至9月播放。

## 故事概要
私立征嶺學園的艾莉莎是一位擁有絕美銀髮的混血女高中生，走在路上經常受人矚目。坐在艾莉莎旁邊的主角久世政近是一位整天在學校裡睡覺，毫無上進心的學生，經常被艾莉莎唠叨。
艾莉莎被政近的各种表现所震惊，这种震惊让她感到解脱，从此她就对政近一见钟情，且偶爾會用俄語對政近撒嬌。然而，艾莉莎不知道政近从小为了兒時玩伴去学习俄语，如今達到了母语水平，但政近不想让艾莉莎感到尴尬，就一直隱瞞自己会俄语的事实，因此她隱藏的行為和言語完整地傳達給了政近。

## 角色列表

### 主要人物
久世政近（聲：天崎滉平、風間萬裕子（幼年期））
經常處於沒有幹勁的狀態，學業成績處於中下狀態，只要需要努力的時候才會變得十分認真，總能壓線過關，這也使得他有考入私立征嶺學園的實力。受祖父的影響下，學會達母語水平的俄語，但會俄語這件事除了妹妹有希以外，在學校中沒有其他人知道，導致他在艾莉莎面前也裝成聽不懂俄語的樣子。除此之外，他還有不為人知、相當認真的一面。與艾莉莎和有希都很熟稔。平常他雖看來唯唯諾諾的，但認真起來卻沒一人會贏他，後從有希與綾乃的對話得知，政近曾被形容為「周防家的神童」。
小時候喜歡上一個會講俄語的女孩，為了她而願意去學習俄語，但如今已經忘記她的名字，卻不知道那個女孩其實就是身邊的瑪夏。對艾莉莎懷有朋友以外的情感，但兩人的關係現階段也只是朋友以上。為了支持艾莉莎的夢想而重回國中部時退出的學生會，再度以副會長候選人的身份陪艾莉莎加入下一屆學生會長選戰。
從小父母離異而跟隨父親離開周防家，對於童年起遭受自己外祖父巖清的咒罵、以及母親優美的刻意忽視，從而對他們二人極為反感，一般碰巧遇見時都會是由爺爺先出面打招呼。
《這本輕小說真厲害！》男性角色部門2023年版獲得第6名，2024年版、2025年版獲得第2名。
艾莉莎·米哈伊洛芙娜·九条（聲：上坂堇）
暱稱「艾莉」（Аля），有時會自稱為「九条艾莉莎」（九条アリサ）。日俄混血，父親是俄羅斯人，母親是日本人。擁有雪白的肌膚和散發著藍寶石般光芒的眼睛，容貌相當漂亮。學業成績頂尖，運動全能，任職學生會會計，學校知名的大美人，被稱為「孤高的公主大人」（孤高のお姫様）。害羞或對政近生氣時，會在他面前小聲地以俄羅斯語說出自己的真心話去引起他的注意，卻不知道他其實聽得懂俄語，心中所想對方知得一清二楚。政近形容她為「精神上的露出狂」。
日常之中總是會數落無幹勁的政近，曾在初中三年級的學園祭時受到政近幫助過，並允許他叫自己「艾莉」。性格與政近其實很像，而且都有點冒失。看到政近在想、看或接觸其他女生（尤其是有希）時會吃醋。非常黏政近，只要抓到機會就會靠著他或與他獨處。對政近懷有朋友以外的情感，也因此拒絕了很多受歡迎的追求者，但兩人的關係現階段也只是朋友以上，戀人未滿。雖然表面認真，但面對困境時（例如社團之間的紛爭）容易不知所措，幾乎每次都是政近伸出援手幫忙化解。
《這本輕小說真厲害！》女性角色部門2022年版獲得第6名，2023年版獲得第8名，2024年版獲得第2名，2025年版獲得第3名。
周防有希（聲：丸岡和佳奈）
政近的親妹妹，因父母離異而分開居住，對外以政近的青梅竹馬自居。古日本貴族名門出身的大小姐，政近形容其為「世上最重要的人」。任職學生會宣傳，有著一頭黑棕色長直髮和足以媲美艾莉莎的漂亮容貌。兩人都是學校知名的大美人，被稱為「深閨的千金大小姐」（深窓のおひい様）。私底下是個御宅族，會把動漫商品藏在政近的家，還是個不折不扣的兄控，時不時就稱呼自己為「老娘」。
對政近懷有兄長以外的情感，因為知道艾莉莎與政近的關係超越朋友而非常提防她，其實是在嫉妒，因此與艾莉莎除了並列為當屆兩大校花以外也是“情敵”的關係。
《這本輕小說真厲害！》女性角色部門2024年版獲得第10名，2025年版獲得第5名。

### 學生會成員
劍崎統也（聲：石川界人）
現任學生會會長，茅咲的男友。國中時原本只是成績普通的胖子，但在競選高中部學生會長期間努力進修和鍛鍊自己身材，最終不負眾望達成目標。曾多次邀請久世加入學生會，在政近加入學生會前是學生會中唯一的男生，由於自身經歷而被政近感到佩服，也利用九条協調運動社團之間的矛盾下最終讓政近同意再次加入學生會。
更科茅咲（聲：河瀨茉希）
學生會副會長，統也的女友，也是統也成為學生會長的動力。與瑪夏並稱為二年級最漂亮的兩個女孩之一，女子劍道社大將，她是一個身材苗條的女人，但實際上她肌肉發達，而且練過武術。不太擅長文書工作。因生起氣來很恐怖，被學校裡的男學生們稱為「大姐頭」。
瑪利亞·米哈伊洛芙娜·九条（聲：藤井幸代）
艾莉莎的姐姐，暱稱「瑪夏」（Маша），任職學生會書記，被稱為「學園的聖母」（学園の聖母）。比政近和艾莉莎他們大一歲，身高也較艾莉莎矮，有時讓旁人誤會是妹妹。個性與艾莉莎截然不同，並不想與艾莉競爭。
身份其實是政近小時候的初戀「說俄語的少女」，時常把他的名字叫成「真津」（マサーチカ；），而政近會願意去學俄語其實是為了能與瑪夏溝通，但在還沒學會時雙方便分道揚鑣，直到上高中才重遇。因為當初對日語不熟悉加上政近的誤會，導致在政近相關有心理陰影。
君嶋綾乃（聲：會澤紗彌）
學生會庶務，擔任有希和政近的侍從，主侍周防家，同時為有希競選學生會長的搭檔兼副會長候選。平時沉默寡言、總是面無表情。身手如同忍者一樣快速自如。遵照有希的一切命令，同時對政近也相當敬重。

### 久世家
久世知久（聲：辻親八）
政近和有希父方的祖父。溫柔慈祥。熱衷俄羅斯，年輕時曾向政近展示俄羅斯文學和電影，成為政近學會俄語的契機，使他的俄語聽力達到母語的水平。
喜歡穿整身的全白西裝，常被政近唸叨「只有重度自戀狂或外國的黑手黨才會穿的衣服」，因此會嘗試用戴墨鏡來修補，然而卻更像黑手黨。因艾莉是俄羅斯人的身份而開始對她感興趣，好奇她未來會不會嫁給政近。
久世麻惠
政近和有希父方的祖母。在體育祭上第一次見到艾莉。直到政近來向她尋求愛情建議之前，艾莉才意識到原來她是政近的祖母。
久世恭太郎（聲：野島裕史）
政近和有希的父親、外交官。離婚後獨自撫養政近長大。工作忙碌，幾乎不回家。去年為止任職於外務總省，如今開始任職於日本駐英國大使館。

### 周防家
周防巖清（聲：東地宏樹）
周防家的現任當家，政近和有希的外祖父，同時是前日本駐美大使。十分嚴厲、固執己見，極為看重周防家的面子，將有希視為重要繼承人以外，還對“荒廢才能與家業”的政近保持著偏見，這也導致政近非常厭惡他。
周防優美（聲：伊藤靜）
政近和有希的母親，除了眼睛以外，長相幾乎與女兒有希一模一樣。神情陰鬱、個性軟弱，在身為當家的巖清面前幾乎毫無話語權。對待童年時的政近也十分冷漠，因此同樣給政近留下極差的印象。

### 九条家
九条曉海（聲：井上喜久子）
艾莉莎和瑪利亞的母親。對政近的觀感與印象非常好，三方面談首次遇到他時，刻意透漏女兒艾莉經常提起他，在一些方面跟政近的爺爺知久相似。
米哈伊爾·馬卡洛維奇·九条
艾莉莎和瑪利亞的父親。

### 1年級生
丸山毅（聲：酒井廣大）
政近在班上的朋友，比他矮一點的光頭少年。渴望受女生歡迎，一直羨慕著政近與艾莉之間超越朋友的關係。
清宮光瑠（聲：市川太一）
政近在班上的朋友。很受女學生歡迎，但他不善與女人相處。
谷山沙也加（聲：長谷川育美）
現任風紀委員，谷山重工的千金，嚴肅、獨斷的眼鏡少女。曾於國中部時與有希競爭學生會長職位最後落敗，主要原因是憧憬著有希與政近的默契與互助關係而選擇退讓。高中部時沒有加入學生會，得知政近突然與艾莉聯手角逐學生會長競選，基於產生誤解加上深感背叛，選擇針對他們兩人召開學生議會，提出「加入學生會需要教師審核機制」以示抗議。直到在辯論時被全力擁護艾莉的政近所折服，使她自認不如而罷休，開始學會接受他們兩人。
宮前乃乃亞（聲：青山吉能）
沙也加的搭檔兼兒時玩伴，日美混血，祖母是美國人。人脈廣泛，在校內居於金字塔頂端的金髮辣妹，無論男女都會被她的魅力吸引。
桐生院雄翔
桐生院集團會長的兒子。

### 2年級生
桐生院菫
女子劍道社社長及副將，風紀委員會副委員長，桐生院雄翔的堂姊。常被政近以「拜奧雷特學姊」稱呼。
加地泰貴
淺間霧香

### 3年級生
名良橋依禮奈
吹奏部部長。平時滿口黃段子但個性意外的純真，本性其實相當認真。

### 其他
君嶋夏
綾乃的祖母。
宮前玲亞
乃乃亞的妹妹，烈音的姊姊。
宮前烈音
乃乃亞、玲亞的弟弟。
手藝部部長
手藝部部長。
新橋菖蒲
女子劍道社成員之一。
倉澤柊
女子劍道社成員之一。

## 製作背景
作者燦燦SUN完全不會俄語，本作創作意念始於「女主角用男主角不會的語言來掩飾害羞，而且偷笑着『你不懂我在說什麼吧？』，但其實男主角通通都明白」的構想。因為想在成為小說家吧上刊登，所以最初是想寫成異世界作品的——女主角是轉生者，害羞時會說日語，但殊不知男主角也是來自日本的轉生者。不過，他想到對於短篇小說來說，關於異世界設定的篇幅會過於冗長，而且外語已經有相同效果，便將故事背景改為現實世界。在考慮採用哪種外語時，他覺得日本人還是可能會明白英語，所以不能是英語；也覺得亞洲人樣貌的女主角不適合這篇作品，於是中文也不行。最終他選擇了以說俄語的俄羅斯美女為女主角。
燦燦SUN以這個構想寫成《不時輕聲地以俄語遮羞的鄰座艾莉同學》（時々ボソッとロシア語でデレる隣のアーリャさん）和《用俄語遮羞但完全沒有發現的冰室同學》（ロシア語でデレてるけど全然気付かない隣の氷室君）兩篇短篇小說，在2020年5月刊載在成為小說家吧上。女主角名為「艾莉莎·亞歷山德羅夫納·牧」，男主角名為「冰室將嗣」。其後在2021年2月還有一篇短篇《用俄語來互相撒嬌的冰室同學和艾莉同學》（ロシア語でだけデレ合う氷室君とアーリャさん），講述以上兩篇小說完結後的故事。
2020年6月中旬，燦燦SUN收到了角川Sneaker文庫的邀請，對方希望發行這部作品的實體書。雙方以將短篇小說改編為長篇作品為前提，經多次商討後決定直接變更男女主角，作品本身也變成完全不同的作品。燦燦SUN在同年12月公開將會發行實體書的消息。

## 迴響
| 時間          | 發行量 （如無註明，均為含電子版） | 再版刷數                       | 備註          |
| ------------- | --------------------------------- | ------------------------------ | ------------- |
| 2021年3月     |                                   | 第1卷3刷                       | [ 37 ]        |
| 2021年4月7日  |                                   | 第1卷4刷                       | [ 38 ]        |
| 2021年4月16日 | 逾5萬本（僅紙本）                 | 第1卷5刷                       | [ 39 ]        |
| 2021年5月19日 | 逾7萬本                           | 第1卷6刷                       | [ 40 ]        |
| 2021年5月28日 | 逾8.5萬本                         | 第1卷7刷                       | [ 41 ]        |
| 2021年6月     | 逾10萬本                          | 第1卷8刷                       | [ 42 ] [ 43 ] |
| 2021年8月     | 逾20萬本                          | 第1卷10刷、第2卷4刷            | [ 44 ] [ 45 ] |
| 2021年9月     | 逾25萬本                          | 第1卷11刷                      | [ 46 ] [ 47 ] |
| 2021年10月    | 逾35萬本                          | 第1卷12刷、第2卷5刷            | [ 48 ] [ 49 ] |
| 2021年11月    |                                   | 第2卷6刷                       | [ 50 ]        |
| 2021年12月    |                                   | 第1卷14刷、第2卷6刷            | [ 51 ] [ 52 ] |
| 2022年1月     |                                   | 第1卷15刷、第2卷7刷、第3卷再版 | [ 53 ] [ 54 ] |
| 2022年3月     | 逾50萬本                          |                                | [ 55 ]        |

### 銷量
第1卷在2021年2月27日發售，至4月已再版至第四版。根據KADOKAWA統計，本作是該出版社的戀愛喜劇作品所有新作品中發售首星期下載數最多的作品，也是其2020年（2020年4月至2021年3月）出版的輕小說新作中紙本銷量最高的作品。角川Sneaker文庫副總編輯夏川表示他在業界工作十多年，看過數百作品，這是他第一次看見銷量POS顯示初版存貨為0本。在第2卷於2021年7月發售前，本作憑一卷小說，發行量就超過了10萬本。
第2卷在2021年7月30日發售，其初版發行量跟同屬角川Sneaker文庫、於2003年出版的《涼宮春日的嘆息》（該系列第2卷）相同，為該文庫時隔18年再有如此初版數量的作品。7月27日，宣佈由於第2卷預約數目眾多，故在正式發售前便已決定再版。第2卷出版首週，以17,661本的銷量在Oricon公信榜輕小說週榜得到第2位，第1卷亦以4,483本的銷量排名第9；第2卷在下一星期以14,606本的銷量升上第1位。以銷售書店劃分，第2卷也於出版首週在TSUTAYA、書泉書店、ReaderStore三家實體連鎖書店或網上書店的每週排行榜上排名第1位，也在TSUTAYA的8月排行榜上排名第1位。截至8月18日，系列累積發行超過20萬本，小說第2卷亦會再版至第四版。截至9月，系列累積發行超過25萬本。
2021年10月15日公佈有關小說第3卷的消息，同日宣佈小說累積發行逾35萬本。第3卷出版首週，以27,703本的銷量在Oricon公信榜輕小說週榜得到第2位，翌週以11,616本的銷量繼續排名第2位。
本作泰文版第1卷於2021年11月底在泰國經KADOKAWA AMARIN出版，銷情甚佳。
2022年1月，本系列小說前3卷皆於TSUTAYA 2021年12月銷量排行榜獲得前20位，本系列同時也是Oricon公信榜上銷量第2高的輕小說系列。
截至2022年3月，累積發行逾50萬本。第4卷出版首兩週，分別以19,897本和20,006本的銷量連續兩星期在Oricon公信榜輕小說週榜得到第1位。根據Oricon公信榜，本系列是2022年3月銷量第4高、2022年4月銷量最高的輕小說系列。截至2024年2月，累積發行逾250萬本。

### 其他
在日本動畫新聞網站「Anime! Anime!」2021年上半年的「你想哪部輕小說、小說動畫化呢？」問卷調查中，1,656份回應裏，有約13%回答本作，排名第一，超過排在之後的《關於我在無意間被隔壁的天使變成廢柴這件事》（約5%）、《彈珠汽水瓶裏的千歲同學》（約4%）等作品。2022年上半年在同調查中排名第八。
本作獲得《這本輕小說真厲害！2022》文庫類別第9位、新作類別第5位，女主角艾莉莎獲得女性角色第6位，男主角久世政近獲得男性角色第15位。2022年獲得《這本輕小說真厲害！2023》文庫類別第5位，艾莉莎獲得女性角色第8位，久世政近獲得男性角色第6位。第2023年獲得《這本輕小說真厲害！2024》文庫類別第3位，艾莉莎獲得女性角色第2位，久世政近獲得男性角色第2位。漫畫版在講談社主辦由全國書店店員投票遴選「有趣且值得推薦的漫畫作品」的獎項「講談社真心推薦！漫畫展2023（日语：講談社ガチ！マンガフェア2023）」榜上有名。

## 出版書籍

### 輕小說
| 卷數 | KADOKAWA       | KADOKAWA               | 台灣角川       | 台灣角川                                                                                   | 华文天下 | 华文天下               |
| 卷數 | 發售日期       | ISBN                   | 發售日期       | ISBN / EAN                                                                                 | 發售日期 | ISBN                   |
| ---- | -------------- | ---------------------- | -------------- | ------------------------------------------------------------------------------------------ | -------- | ---------------------- |
| 1    | 2021年2月27日  | ISBN 978-4-04-111118-5 | 2022年4月20日  | EAN 471-351-013-993-6（特裝版） EAN 471-351-013-994-3（官網限定版） ISBN 978-626-321-354-8 | 2025年   | ISBN 978-7-5125-1973-2 |
| 2    | 2021年7月30日  | ISBN 978-4-04-111119-2 | 2022年7月28日  | EAN 471-128-961-055-7（特裝版） ISBN 978-626-321-599-3                                     | 2025年   | ISBN 978-7-5125-2027-1 |
| 3    | 2021年12月1日  | ISBN 978-4-04-111955-6 | 2022年10月26日 | EAN 471-128-961-177-6（特裝版） EAN 471-128-961-178-3（百變艾莉版） ISBN 978-626-321-883-3 |          |                        |
| 4    | 2022年4月1日   | ISBN 978-4-04-111956-3 | 2023年1月27日  | EAN 471-128-961-229-2（特裝版） EAN 471-128-961-230-8（限定版） ISBN 978-626-352-169-8     |          |                        |
| 4.5  | 2022年7月29日  | ISBN 978-4-04-112780-3 | 2023年5月29日  | EAN 471-128-961-429-6（特裝版） ISBN 978-626-352-533-7                                     |          |                        |
| 5    | 2022年12月1日  | ISBN 978-4-04-112781-0 | 2023年7月27日  | EAN 471-128-961-455-5（特裝版） EAN 471-128-961-456-2（限定版） ISBN 978-626-352-694-5     |          |                        |
| 6    | 2023年4月1日   | ISBN 978-4-04-113544-0 | 2024年2月1日   | EAN 471-128-961-660-3（特裝版） EAN 471-128-961-661-0（限定版） ISBN 978-626-378-391-1     |          |                        |
| 7    | 2023年9月1日   | ISBN 978-4-04-114062-8 | 2024年4月4日   | EAN 471-128-961-868-3（特裝版） EAN 471-128-961-869-0（限定版） ISBN 978-626-378-765-0     |          |                        |
| 8    | 2024年2月1日   | ISBN 978-4-04-114592-0 | 2024年7月25日  | EAN 471-128-961-966-6（特裝版） EAN 471-128-961-967-3（限定版） ISBN 978-626-400-089-5     |          |                        |
| 9    | 2024年8月30日  | ISBN 978-4-04-114831-0 | 2025年2月6日   | EAN 471-128-962-253-6（特裝版） EAN 471-128-962-254-3（限定版） ISBN 978-626-415-112-2     |          |                        |
| 祕聞 | 2024年11月29日 | ISBN 978-4-04-115742-8 | 2025年7月24日  | EAN 471-128-962-435-6（特裝版） EAN 471-128-962-436-3（限定版） ISBN 978-626-415-829-9     |          |                        |
| 10   | 2025年7月1日   | ISBN 978-4-04-116155-5 |                |                                                                                            |          |                        |

### 漫畫
| 卷數 | 講談社        | 講談社                 | 東立出版社                   | 東立出版社                                                                |
| 卷數 | 發售日期      | ISBN                   | 發售日期                     | ISBN                                                                      |
| ---- | ------------- | ---------------------- | ---------------------------- | ------------------------------------------------------------------------- |
| 1    | 2023年3月9日  | ISBN 978-4-06-531091-5 | 2024年7月8日 2024年7月15日   | ISBN 978-626-02-1838-6（首刷限定版） ISBN 978-626-02-1840-9（首刷附錄版） |
| 2    | 2023年6月8日  | ISBN 978-4-06-531880-5 | 2024年8月22日 2024年8月29日  | ISBN 978-626-02-1839-3（首刷限定版） ISBN 978-626-02-1836-2               |
| 3    | 2023年11月9日 | ISBN 978-4-06-533550-5 | 2024年10月8日                | ISBN 978-626-02-2685-5（首刷限定版） ISBN 978-626-02-1837-9               |
| 4    | 2024年4月9日  | ISBN 978-4-06-535169-7 | 2024年12月5日 2024年12月12日 | ISBN 978-626-02-3181-1（首刷限定版） ISBN 978-626-02-2683-1               |
| 5    | 2024年8月7日  | ISBN 978-4-06-536510-6 | 2025年1月20日                | ISBN 978-626-02-3176-7（首刷限定版） ISBN 978-626-02-2684-8               |
| 6    | 2025年1月8日  | ISBN 978-4-06-538068-0 | 2025年7月17日                | ISBN 978-626-02-4864-2（首刷限定版） ISBN 978-626-02-4317-3               |
| 7    | 2025年6月9日  | ISBN 978-4-06-539753-4 |                              |                                                                           |

### 畫集
| KADOKAWA      | KADOKAWA               | 台灣角川       | 台灣角川               |
| 發售日期      | ISBN                   | 發售日期       | ISBN                   |
| ------------- | ---------------------- | -------------- | ---------------------- |
| 2024年6月28日 | ISBN 978-4-04-114832-7 | 2024年10月10日 | ISBN 978-626-400-714-6 |

## 電視動畫
2023年9月24日，公開三名角色的聲優、製作人員陣容，以及前導視覺圖。2023年11月7日，公布動畫於2024年4月開始播放，並於2024年2月宣布延期到2024年7月。片頭曲以及片尾曲皆由艾莉莎聲優——上坂堇演唱，片頭曲為第一顆亮星，而片尾曲則是每集不同。
第1季全集數播畢後正式宣布第2季製作確定，同時公開特報影像。預定於2026年播出。

## 腳註

### 來源
1. 1 2  . KADOKAWA.   [2021-07-22]. （原始内容存档于2021-08-15） （日语）.
2. ↑  《這本輕小說真厲害！2023》 (2022)，第39頁.
3. ↑  太田祥暉.  . 2025-03-24: 216. ISBN 978-4-7683-3001-2 （日语）.
4. ↑  . www.zoommovie.com.   [2025-06-03] （中文（中国大陆））.
5. ↑  .   [2025-06-03].
6. Akito. . 巴哈姆特GNN新聞. 2024-02-19  [2024-06-26]. （原始内容存档于2024-06-26）.
7. ↑  . 2025-03-31. （原始内容存档于2025-03-31）.
8. ↑  . 成為小說家吧. 2020-05-06  [2024-02-13] （日语）.
9. ↑  小說/第3卷 (2022)，第352頁.
10. ↑  タニグチリウイチ. . Real Soundブック (blueprint). 2021-08-20  [2024-02-07]. （原始内容存档于2024-05-10） （日语）.
11. ↑  @roshidere.  (推文). 2021-08-01 –Twitter （日语）.
12. ↑  . PR TIMES. 2021-07-22  [2021-07-22]. （原始内容存档于2021-07-24） （日语）.
13. ↑  @roshidere.  (推文). 2021-07-29 –Twitter （日语）.
14. ↑  . ln-news.com. 2021-12-05  [2021-12-20]. （原始内容存档于2021-12-20） （日语）.
15. ↑  . マガジンポケット. 講談社. 2022-10-22  [2024-02-13]. （原始内容存档于2023-11-29） （日语）.
16. ↑  @roshidere.  (推文). 2023-11-07  [2024-02-13] –Twitter.
17. ↑  . 電視動畫《不時輕聲地以俄語遮羞的鄰座艾莉同學》官方網站. 2024-02-19  [2024-02-19]. （原始内容存档于2024-02-19） （日语）.
18. 1 2  . Comic Natalie. 2023-03-17  [2023-03-17]. （原始内容存档于2023-03-24） （日语）.
19. ↑  このラノ2023 (2022)，第96頁.
20. ↑  このラノ2024 (2023)，第92頁.
21. ↑  このラノ2025 (2024)，第102頁.
22. ↑  . ddnavi.com. KADOKAWA. 2021-12-05  [2021-12-11]. （原始内容存档于2021-12-07） （日语）.
23. ↑  このラノ2022 (2021)，第86頁.
24. ↑  このラノ2023 (2022)，第90頁.
25. ↑  このラノ2024 (2023)，第86頁.
26. 1 2  このラノ2025 (2024)，第97頁.
27. 1 2 3 4  . Comic Natalie. 2023-09-24  [2023-09-24]. （原始内容存档于2023-11-08） （日语）.
28. ↑  このラノ2024 (2023)，第89頁.
29. 1 2 3 4 5 6  . Comic Natalie. 2023-02-01  [2024-02-01]. （原始内容存档于2024-05-18） （日语）.
30. ↑  小說/第5卷 (2023)，第19頁.
31. ↑  . animate Times. 2021-07-28  [2021-07-30]. （原始内容存档于2021-07-30） （日语）.
32. 1 2  燦燦SUN. . 成為小說家吧. 2021-02-07  [2021-07-31] （日语）.
33. ↑  燦燦SUN. . 成為小說家吧. 2020-05-06  [2021-07-22]. （原始内容存档于2024-10-04） （日语）.
34. ↑  燦燦SUN. . 成為小說家吧. 2020-12-23  [2021-07-31]. （原始内容存档于2024-07-09） （日语）.
35. ↑  燦燦SUN. . 成為小說家吧. 2021-01-03  [2021-07-31]. （原始内容存档于2024-10-04） （日语）.
36. ↑  燦燦SUN. . 成為小說家吧. 2020-12-22  [2021-07-31]. （原始内容存档于2024-07-09） （日语）.
37. ↑  @roshidere.  (推文). 2021-03-10 –Twitter （日语）.
38. 1 2  @roshidere.  (推文). 2021-04-07 –Twitter （日语）.
39. ↑  @samansa007.  (推文). 2021-04-16 –Twitter （日语）.
40. ↑  @lnkb1.  (推文). 2021-05-28 –Twitter （日语）.
41. ↑  @samansa007.  (推文). 2021-05-28 –Twitter （日语）.
42. 1 2  . ln-news.com. 2021-07-04  [2021-09-27]. （原始内容存档于2021-07-11） （日语）.
43. ↑  @roshidere.  (推文). 2021-06-29 –Twitter （日语）.
44. ↑  @lnkb1.  (推文). 2021-08-04 –Twitter （日语）.
45. 1 2  @roshidere.  (推文). 2021-08-18 –Twitter （日语）.
46. 1 2  . ln-news.com. 2021-09-24  [2021-09-25]. （原始内容存档于2021-09-25） （日语）.
47. ↑  @samansa007.  (推文). 2021-09-17 –Twitter （日语）.
48. 1 2  @roshidere.  (推文). 2021-10-15 –Twitter （日语）.
49. ↑  @roshidere.  (推文). 2021-10-26 –Twitter （日语）.
50. ↑  @roshidere.  (推文). 2021-11-18 –Twitter （日语）.
51. ↑  @roshidere.  (推文). 2021-12-09 –Twitter （日语）.
52. ↑  @samansa007.  (推文). 2021-12-21 –Twitter （日语）.
53. ↑  @samansa007.  (推文). 2022-01-14 –Twitter （日语）.
54. ↑  @roshidere.  (推文). 2022-01-13 –Twitter （日语）.
55. 1 2  @samansa007.  (推文). 2022-03-18 –Twitter （日语）.
56. ↑  @samansa007.  (推文). 2021-03-22 –Twitter （日语）.
57. ↑  . ln-news.com. 2021-06-23  [2021-07-30]. （原始内容存档于2021-08-01） （日语）.
58. ↑  @roshidere.  (推文). 2021-07-27 –Twitter （日语）.
59. ↑  . Oricon.   [2021-08-06]. （原始内容存档于2021-08-12） （日语）.
60. ↑  . Oricon.   [2021-08-14]. （原始内容存档于2021-08-17） （日语）.
61. ↑  . ln-news.com. 2021-08-04  [2021-09-04]. （原始内容存档于2021-08-04） （日语）.
62. ↑  . ln-news.com. 2021-09-03  [2021-09-04]. （原始内容存档于2021-09-03） （日语）.
63. ↑  . Oricon.   [2021-12-11]. （原始内容存档于2021-12-11） （日语）.
64. ↑  . Oricon.   [2021-12-18]. （原始内容存档于2021-12-17） （日语）.
65. ↑  しげる. . ねとらぼ. 2022-01-03  [2022-01-10]. （原始内容存档于2022-01-10） （日语）.
66. ↑  . ln-news.com.   [2022-06-09]. （原始内容存档于2022-07-16） （日语）.
67. ↑  . Oricon.   [2022-01-02]. （原始内容存档于2022-01-23） （日语）.
68. ↑  . Oricon.   [2022-04-09]. （原始内容存档于2022-04-14） （日语）.
69. ↑  . Oricon.   [2022-04-15]. （原始内容存档于2022-04-16） （日语）.
70. ↑  . Oricon.   [2022-05-30]. （原始内容存档于2022-04-09）.
71. ↑  . Oricon.   [2022-05-30]. （原始内容存档于2022-05-06）.
72. ↑  小説/第7巻，附.
73. ↑  . Anime! Anime!. 2021-06-25  [2021-07-30]. （原始内容存档于2021-07-23） （日语）.
74. ↑  . Anime! Anime!. 2022-06-27  [2022-06-27]. （原始内容存档于2022-07-24） （日语）.
75. ↑  @roshidere.  (推文). 2021-11-25 –Twitter （日语）.
76. ↑  . 2023-11-07  [2023-11-07]. （原始内容存档于2023-11-07） （日语）.
77. ↑  . 台灣角川.   [2022-04-22]. （原始内容存档于2022-04-22） （中文（臺灣））.
78. ↑  . 台灣角川.   [2022-04-22]. （原始内容存档于2022-07-16） （中文（臺灣））.
79. ↑  . KADOKAWA.   [2021-07-22]. （原始内容存档于2021-08-14） （日语）.
80. ↑  . 台灣角川.   [2022-07-31]. （原始内容存档于2022-05-30） （中文（臺灣））.
81. ↑  . 台灣角川.   [2022-07-19]. （原始内容存档于2022-07-19） （中文（臺灣））.
82. ↑  . KADOKAWA.   [2021-10-15]. （原始内容存档于2021-10-29） （日语）.
83. ↑  . 台灣角川.   [2023-10-11]. （原始内容存档于2024-10-04） （中文（臺灣））.
84. ↑  . 台灣角川.   [2022-10-01]. （原始内容存档于2024-10-04） （中文（臺灣））.
85. ↑  . KADOKAWA.   [2022-02-17]. （原始内容存档于2022-02-16） （日语）.
86. ↑  . 台灣角川.   [2022-11-08]. （原始内容存档于2024-10-04） （中文（臺灣））.
87. ↑  . 台灣角川.   [2023-10-11]. （原始内容存档于2024-10-04） （中文（臺灣））.
88. ↑  . 台灣角川.   [2023-10-11]. （原始内容存档于2024-10-04） （中文（臺灣））.
89. ↑  . KADOKAWA.   [2022-06-11]. （原始内容存档于2022-07-16） （日语）.
90. ↑  . 台灣角川.   [2023-06-07]. （原始内容存档于2023-05-14） （中文（臺灣））.
91. ↑  . 台灣角川.   [2023-10-11]. （原始内容存档于2024-10-04） （中文（臺灣））.
92. ↑  . KADOKAWA.   [2022-10-24]. （原始内容存档于2024-07-09） （日语）.
93. ↑  . 台灣角川.   [2023-07-27]. （原始内容存档于2023-07-25） （中文（臺灣））.
94. ↑  . 台灣角川.   [2023-10-11] （中文（臺灣））.
95. ↑  . 台灣角川.   [2023-10-11]. （原始内容存档于2024-10-04） （中文（臺灣））.
96. ↑  . KADOKAWA.   [2023-04-01]. （原始内容存档于2023-03-16） （日语）.
97. ↑  . 台灣角川.   [2023-11-23]. （原始内容存档于2023-11-22） （中文（臺灣））.
98. ↑  . 台灣角川.   [2023-11-23]. （原始内容存档于2024-10-04） （中文（臺灣））.
99. ↑  . 台灣角川.   [2024-01-26]. （原始内容存档于2024-01-26） （中文（臺灣））.
100. ↑  . KADOKAWA.   [2023-09-01]. （原始内容存档于2023-07-07） （日语）.
101. ↑  . 台灣角川.   [2024-11-18]. （原始内容存档于2024-08-09） （中文（臺灣））.
102. ↑  . 台灣角川.   [2024-11-18] （中文（臺灣））.
103. ↑  . 台灣角川.   [2024-06-04]. （原始内容存档于2024-06-04） （中文（臺灣））.
104. ↑  . KADOKAWA.   [2023-12-15]. （原始内容存档于2024-01-17） （日语）.
105. ↑  . 台灣角川.   [2024-06-04]. （原始内容存档于2024-06-04） （中文（臺灣））.
106. ↑  . 台灣角川.   [2024-06-04]. （原始内容存档于2024-06-04） （中文（臺灣））.
107. ↑  . 台灣角川.   [2024-07-04]. （原始内容存档于2024-10-04） （中文（臺灣））.
108. ↑  . KADOKAWA.   [2024-08-10]. （原始内容存档于2024-08-10） （日语）.
109. ↑  . 台灣角川.   [2024-11-18]. （原始内容存档于2024-12-04） （中文（臺灣））.
110. ↑  . 台灣角川.   [2024-11-18] （中文（臺灣））.
111. ↑  . 台灣角川.   [2025-01-21]. （原始内容存档于2025-01-24） （中文（臺灣））.
112. ↑  . KADOKAWA.   [2024-11-13]. （原始内容存档于2024-11-13） （日语）.
113. ↑  . 台灣角川.   [2025-04-28] （中文（臺灣））.
114. ↑  . 台灣角川.   [2025-04-28] （中文（臺灣））.
115. ↑  . 台灣角川.   [2025-07-07] （中文（臺灣））.
116. ↑  . KADOKAWA.   [2025-07-01] （日语）.
117. ↑  . 講談社コミックプラス. 講談社.   [2024-02-13]. （原始内容存档于2023-02-27） （日语）.
118. ↑  . 東立出版社.   [2024-07-13]. （原始内容存档于2024-07-07） （中文（臺灣））.
119. ↑  . 東立出版社.   [2024-07-18]. （原始内容存档于2024-10-04） （中文（臺灣））.
120. ↑  . 講談社コミックプラス. 講談社.   [2023-06-08]. （原始内容存档于2023-05-16） （日语）.
121. ↑  . 東立出版社.   [2024-08-22]. （原始内容存档于2024-08-22） （中文（臺灣））.
122. ↑  . 東立出版社.   [2024-08-29]. （原始内容存档于2024-10-04） （中文（臺灣））.
123. ↑  . 講談社コミックプラス. 講談社.   [2023-11-09]. （原始内容存档于2023-10-22） （日语）.
124. ↑  . 東立出版社.   [2024-10-08] （中文（臺灣））.
125. ↑  . 東立出版社.   [2024-10-08]. （原始内容存档于2024-10-10） （中文（臺灣））.
126. ↑  . 講談社コミックプラス. 講談社.   [2024-04-09]. （原始内容存档于2024-05-24） （日语）.
127. ↑  . 東立出版社.   [2024-12-05] （中文（臺灣））.
128. ↑  . 東立出版社.   [2024-12-15]. （原始内容存档于2024-12-11） （中文（臺灣））.
129. ↑  . 講談社コミックプラス. 講談社.   [2024-08-07]. （原始内容存档于2024-07-09） （中文（臺灣））.
130. ↑  . 東立出版社.   [2025-01-20]. （原始内容存档于2025-01-20） （中文（臺灣））.
131. ↑  . 東立出版社.   [2025-01-20]. （原始内容存档于2025-01-20） （中文（臺灣））.
132. ↑  . 講談社コミックプラス. 講談社.   [2025-01-08]. （原始内容存档于2024-12-03） （日语）.
133. ↑  . 東立出版社.   [2025-07-17] （中文（臺灣））.
134. ↑  . 東立出版社.   [2025-07-17] （中文（臺灣））.
135. ↑  . 講談社コミックプラス. 講談社.   [2025-06-08] （日语）.
136. ↑  . KADOKAWA.   [2024-02-05]. （原始内容存档于2024-02-05） （日语）.
137. ↑  . 台灣角川.   [2024-09-23]. （原始内容存档于2024-09-23） （中文（臺灣））.
138. ↑  @roshidere.  (推文). 2023-11-07  [2023-11-07] –Twitter （日语）.
139. ↑  @roshidere.  (推文). 2024-2-19  [2024-3-23] –Twitter （日语）.
140. ↑  . Natalie. Natasha. 2024-05-17  [2024-05-17]. （原始内容存档于2024-05-27） （日语）.
141. ↑  . Comic Natalie. 2024-09-18  [2024-09-18]. （原始内容存档于2024-09-20） （日语）.
142. ↑  @roshidere.  (推文). 2024-09-18  [2024-09-21] –Twitter （日语）.
143. ↑  . 電視動畫《不時輕聲地以俄語遮羞的鄰座艾莉同學》官方網站. 2024-9-19  [2024-09-21]. （原始内容存档于2024-10-04） （日语）.
144. ↑  . YouTubedate=2024-09-18.   [2024-09-21] （日语）.
145. ↑  . Comic Natalie. 2025-07-03  [2025-07-03] （日语）.

### 小說
- 燦燦SUN.  第3卷. 台灣角川. 2022-10-26. ISBN 978-626-321-883-3.
- 燦燦SUN.  第5卷. 台灣角川. 2023-07-27. ISBN 978-626-352-694-5.

### 導覽書
- 《這本輕小說真厲害！》編輯部. . 寶島社. 2021-12-09. ISBN 978-4-299-02264-6.
- 《這本輕小說真厲害！》編輯部. . 寶島社. 2022-12-10. ISBN 978-4-299-03647-6.
- 《這本輕小說真厲害！》編輯部. . 寶島社. 2023-12-09. ISBN 978-4-299-04899-8.
- 《這本輕小說真厲害！》編輯部. . 寶島社. 2024-12-10. ISBN 978-4-299-06183-6.

## 外部連結
- 成為小說家吧官方網站（日語）
- 角川Sneaker文庫特設網站（日語）
- 小說的X（前Twitter）（日語）
- 漫畫連載網站（日語）